# Weinberg bei Bellings
Weinberg bei Bellings ist ein Naturschutzgebiet und FFH-Gebiet auf dem Gebiet der Stadt Steinau an der Straße im Main-Kinzig-Kreis in Hessen. Das Naturschutzgebiet liegt südöstlich von Bellings, einem Stadtteil von Steinau an der Straße, und östlich der Landesstraße L 3372.

## Bedeutung
Das 24,72 ha große Gebiet mit der Kennung 1435080 ist seit dem Jahr 1996 als Naturschutzgebiet ausgewiesen, seit 2008 als flächen- und namensgleiches FFH-Gebiet.